# Misión San José (California)
La Misión San José es una misión ubicada en Fremont (California), Estados Unidos. Fundada el 11 de junio de 1797 por el padre Fermín Lasuén, fue la decimocuarta misión española establecida en California. Su construcción comenzó con la edificación de una iglesia —obra «sencilla» con un techo de 7.3 metros alto y paredes con 1.2 metros de grosor— a cuyo alrededor se comenzaron a levantar otros edificios.
En 1806, se registró una epidemia de sarampión que produjo múltiples muertes. No obstante, años después atrajo a tribus como los yokut y miwok; llegó a un pico de población en 1831, con 1886 habitantes. Contaba además con terrenos fértiles. Al momento de la secularización (1834), un mayoría de la población era miwok y el resto representaba la «mezcla más diversa de lenguajes entre las comunidades de las misiones de California norte». En 1868, un terremoto derrumbó la iglesia. En su lugar se levantó una edificación de madera que dio paso, en 1985, a una réplica de la construcción original!